# Fusion (Wirtschaft)
Unter Fusion wird die Unternehmensverbindung von mindestens zwei bisher rechtlich selbständigen Unternehmen zu einer wirtschaftlichen und rechtlichen Einheit verstanden, wobei mindestens eines der Unternehmen auf das andere aufgeht und dabei seine rechtliche Eigenständigkeit verliert. Die Fusion ist somit eine Form der Unternehmensübernahme, bei der der Kaufpreis für das übernommene Unternehmen in Anteilen des übernehmenden Unternehmens entrichtet wird. Im deutschen Recht erfolgt eine Fusion als Verschmelzung unter dem Umwandlungsgesetz.

## Begriff der Fusion
Das Wort „Fusion“ geht auf „das Gießen, Schmelzen, Guss“ (lateinisch fusio) zurück, bedeutet mithin „Verschmelzung“. Fusion (englisch merger) bezeichnet ursprünglich nur den rechtlichen Tatbestand einer Verschmelzung zweier Unternehmen; im heutigen Sprachgebrauch bezieht sich aber der Begriff Fusion oft auf jeden Zusammenschluss mindestens zweier Unternehmen, unabhängig von der rechtlichen Ausgestaltung, im Wege eines Unternehmenskaufs (ursprünglich Akquisition, englisch acquisition). Auch im deutschsprachigen Raum hat sich daher die englische Bezeichnung Mergers & Acquisitions (deutsch ‚Fusionen und Übernahmen‘), vor allem aber deren Abkürzung M&A, als Oberbegriff für Unternehmensübernahmen eingebürgert.
Bei einer Verschmelzung geht das gesamte Vermögen (Aktiva und Passiva) des übernommenen Unternehmens auf das übernehmende Unternehmen über (§ 2 Nr. 1 UmwG); die Anteilseigner des übernommenen Unternehmens erhalten Anteile am übernehmenden Unternehmen. Für den Aktionär eines übernommenen Unternehmens ähnelt die Verschmelzung von der Wirkung her einem Unternehmensverkauf mit Bezahlung in Aktien des übernehmenden Unternehmens (Aktientausch); im Gegensatz zu der Verschmelzung besteht das übernommene Unternehmen bei einem Verkauf jedoch weiter (fortan als Tochter des Käufers), während es bei einer Verschmelzung seine Eigenständigkeit verliert.

## Arten
Sind das übernehmende Unternehmen und das übernommene Unternehmen in etwa gleich groß, handelt es sich bei deren Fusion um einen Merger of equals, ansonsten spricht man vom Merger of unequals.
Bei der Fusion durch Aufnahme nimmt das erwerbende Unternehmen das Vermögen und die Schulden des Zielunternehmens auf, dieses verliert seine Existenz ({\displaystyle a+b=a}); es geht im erwerbenden Unternehmen auf. Die Fusion durch Neugründung führt zum Zusammenschluss zweier Unternehmen und zur nachfolgenden Gründung eines neuen Unternehmens ({\displaystyle a+b=c}); im neuen Unternehmen sind Vermögen und Schulden der Vorgängerunternehmen gegenseitig konsolidiert.
Neben diesen Fusionen mit Zielunternehmen außerhalb eines erwerbenden Konzerns gibt es auch Fusionen innerhalb eines Konzerns. Als Upstream-Merger wird die Verschmelzung einer Tochtergesellschaft auf ihre Muttergesellschaft bezeichnet, wobei letztere im Laufe der Transaktion erhalten bleibt, Downstream-Merger ist der umgekehrte Fall. Die Verschmelzung von Schwestergesellschaften innerhalb eines Konzerns ist der Sidestep merger.
Zudem kann danach unterschieden werden, ob die fusionierenden Unternehmen dem gleichen Wirtschaftszweig angehören oder nicht:
- Horizontale Fusion: Die Unternehmen gehören demselben Wirtschaftszweig oder der gleichen Verarbeitungsstufe oder Handelsstufe an oder haben identische oder ähnliche Lieferanten oder Kunden.
- Vertikale Fusion: Die Unternehmen befinden sich zwar im selben Wirtschaftszweig, gehören jedoch unterschiedlichen Verarbeitungs- oder Handelsstufen an.
- Konglomerat:
  - Marketing: unterschiedliche Verarbeitungs- oder Handelsstufen, gleicher oder ähnlicher Kundenkreis;
  - Technologie: gleiche oder ähnliche Verarbeitungs- oder Handelsstufen, unterschiedlicher Kundenkreis;
  - Reinkonglomerat: sowohl die Verarbeitungs- oder Handelsstufen als auch die Kundenkreise sind unterschiedlich.

Ferner kann zwischen nationaler oder internationaler Fusion unterschieden werden.

## Motive
Die im Idealfall realisierbaren Motive einer Fusion können strategischer, finanzieller und persönlicher Natur sein:
- Strategische Motive:
  - Marktmotive: die Fusion ermöglicht einen verbesserten Zugang zu Beschaffungs- und Absatzmärkten und/oder schwächt oder beseitigt Konkurrenz. Es entsteht eine größere Verhandlungsmacht bei Lieferanten, Kunden und Banken.
  - Leistungsmotive: verbesserte Nutzung betrieblicher Funktionen in Beschaffung, Produktion, Absatz oder Marketing ist möglich.
  - Risikomotive: es tritt eine Risikoverbesserung durch Risikodiversifikation, Risikominderung oder Risikoausgleich durch Synergien ein. Ermöglicht wird zudem eine Vergrößerung der Marktanteile und erhöhte Marktmacht. Zunehmende Betriebsgrößen minimieren außerdem das Risiko, dass der Investor selbst zum Übernahmekandidaten wird. Die Ausnutzung des Gesetzes der Massenproduktion durch Kostendegression oder geringere Markteintrittskosten kann eine Reduzierung der Gesamtkosten bewirken.
- Finanzielle Motive:
  - Kapitalmarktbedingte Motive: es wird eine zur Kapitalmarktfähigkeit führende Betriebsgröße erreicht, es entstehen Größenvorteile und Skaleneffekte. Diese führen zur Senkung der Eigen- und Fremdkapitalkosten, der Fixkosten und tragen zur Gewinnerhöhung/Verlustverminderung bei.
  - Steuerliche Motive: bestehen hauptsächlich in der Nutzung von erworbenen steuerlichen Verlustvorträgen. Sie bewirken eine Verringerung der betrieblichen Steuerlast und damit der Steuerquote.
- Persönliche Motive basieren oft nicht auf betriebswirtschaftlichen Gründen, sondern resultieren aus persönlichen, irrationalen oder subjektiven Überlegungen.[4]
  - Hybris-Hypothese: Sie geht davon aus, dass Selbstüberschätzungen des Managements zu Fusionen führen. Es wird angenommen, dass ein über dem Marktpreis liegender Kaufpreis gezahlt wird, weil das kaufwillige Unternehmen glaube, über eine bessere Markteinschätzung zu verfügen als der Markt.
  - Managerialismus-Hypothese: Gibt es beim kaufwilligen Unternehmen ineffiziente Anreiz- und Entlohnungssysteme, so können diese nur durch externes Wachstum relativiert werden.
  - Free Cashflow-Hypothese: Sie nimmt an, dass Fusionen über eine Vergrößerung der Ressourcen für zusätzliche Beförderungs- und Anreizpotenziale beim Management sorgen.
  - Diversifikations-Hypothese: Sie geht davon aus, dass durch Fusionen die Insolvenzwahrscheinlichkeit des kaufwilligen Unternehmens abnehme und damit das Einkommen der Manager künftig gesichert werde.

## Rechtsfragen
Fusionen berühren gesellschaftsrechtliche, verschmelzungsrechtliche und kartellrechtliche Rechtsfragen.

### Verschmelzungsrecht
Die Richtlinie 90/434/EWG (Fusionsrichtlinie) regelt und vereinheitlicht seit Juli 1990 die gesellschaftsrechtliche und steuerliche Behandlung grenzüberschreitender Unternehmensübernahmen in der EU, die europäische Verschmelzungsrichtlinie regelt seit November 2005 die grenzüberschreitende Verschmelzung von Kapitalgesellschaften.
Das deutsche Umwandlungsgesetz (UmwG) kennt die Verschmelzung durch Aufnahme (§ 2 Nr. 1 UmwG; englisch merger) und die Verschmelzung durch Neugründung (§ 2 Nr. 2 UmwG; englisch amalgamation) und erlaubt die Verschmelzung bestimmter Rechtsformen (§ 3 Abs. 1 und 2 UmwG). Die Vorschrift des § 311b Abs. 2 BGB gilt nicht für den notariell zu beurkundenden Verschmelzungsvertrag (§ 4 Abs. 1 UmwG), dessen Inhalt in § 5 Abs. 1 UmwG vorgegeben ist. Das Gesetz gewährt den betroffenen Gläubigern Gläubigerschutz, sofern ihre Forderung gefährdet wird (§ 22 Abs. 1 UmwG). Persönlich haftende Gesellschafter des Zielunternehmens haften im Rahmen des Grandfathering noch fünf Jahre für die vor Verschmelzung entstandenen Schulden (§ 45 Abs. 1 UmwG), sofern der Investor eine Kapitalgesellschaft ist.

### Kartellrecht
Zudem sind regelmäßig kartellrechtliche Fragen zu prüfen, insbesondere ob der Unternehmenskauf einer Anmelde- und Anzeigepflicht beim Bundeskartellamt oder der europäischen Kartellbehörde unterliegt (Fusionskontrolle nach § 39 Abs. 1 GWB). Das Kartellrecht kennt den Begriff der Fusion nicht, sondern spricht von Zusammenschluss. Kartellrechtliche Fragen tauchen insbesondere auf, wenn durch eine Fusion eine marktbeherrschende Stellung erreicht wird.

## International

### Schweiz
In der Schweiz ist die Fusion von Kapitalgesellschaften, Kollektiv- und Kommanditgesellschaften, Genossenschaften, Vereinen, Stiftungen und Einzelunternehmen im Fusionsgesetz (FusG) geregelt, das am 1. Juli 2004 in Kraft getreten ist. Gemäß Art. 3 Abs. 1 FusG können Gesellschaften fusionieren, indem entweder die eine die andere übernimmt (Absorptionsfusion) oder sie sich zu einer neuen Gesellschaft zusammenschließen (Kombinationsfusion).

### Österreich
In Österreich ist die Fusion als Unternehmensübergang in § 38 UGB geregelt, wonach die unternehmensbezogenen Rechtsverhältnisse vom erwerbenden Rechtsnachfolger fortzuführen sind.